# Luidia australiae
Luidia australiae är en sjöstjärneart som beskrevs av Doderlein 1920. Luidia australiae ingår i släktet Luidia och familjen sprödsjöstjärnor.
Artens utbredningsområde är havet kring Nya Zeeland. Inga underarter finns listade i Catalogue of Life.

## Bildgalleri

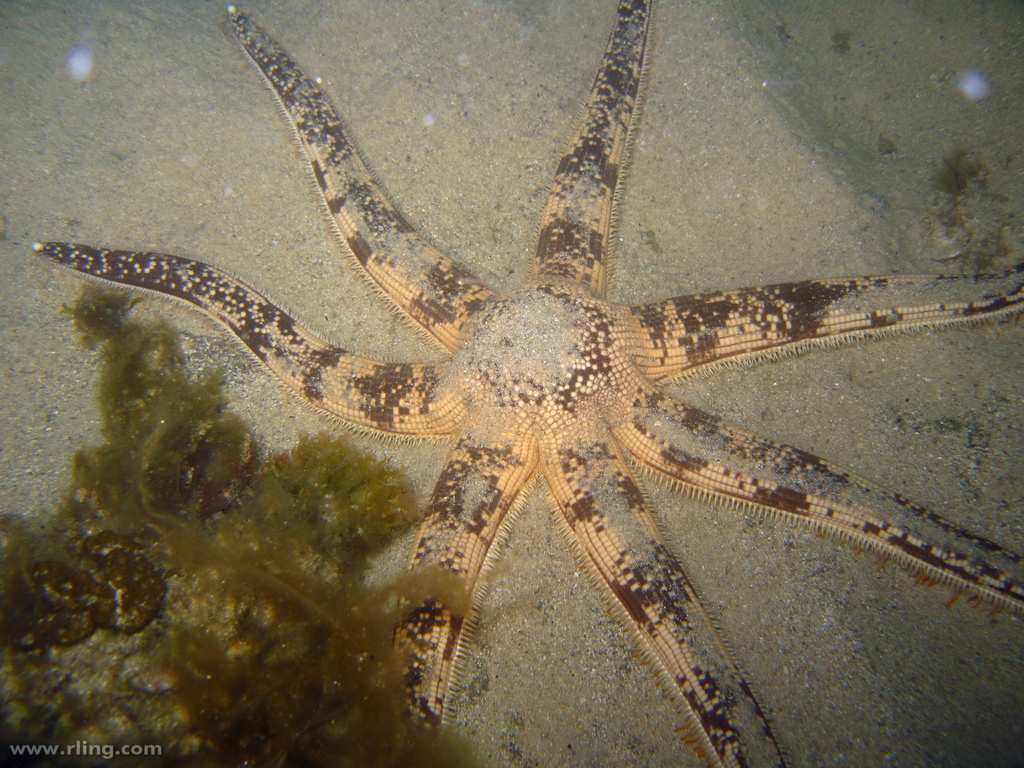